# NA-534
La NA-534 es una carretera de interés para la Comunidad Foral de Navarra, tiene una longitud de 39,5 km, comunica la Comarca de Sangüesa con la Ribera Alta.

## Recorrido
| Denominación | Kilómetro | Salida                  | Carretera               | Dirección               |
| ------------ | --------- | ----------------------- | ----------------------- | ----------------------- |
| NA-534       | 0         |                         | NA-150 A-21             | Aoiz/Agoitz Pamplona    |
| NA-534       | 7         | Travesía de Aibar       | Travesía de Aibar       | Travesía de Aibar       |
| NA-534       | 9         |                         | NA-132                  | Tafalla Estella         |
| NA-534       | 9         |                         | NA-132                  | Sangüesa                |
| NA-534       | 15        |                         | NA-5321                 | Gallipienzo             |
| NA-534       | 15        | Travesía de Cáseda      | Travesía de Cáseda      | Travesía de Cáseda      |
| NA-534       | 16        |                         | NA-5340                 | Javier                  |
| NA-534       | 17        |                         | NA-5341                 | Javier                  |
| NA-534       | 32,20     |                         | NA-5390                 | Figarol                 |
| NA-534       | 39        | Travesía de Carcastillo | Travesía de Carcastillo | Travesía de Carcastillo |
| NA-534       | 39        |                         | NA-128                  | Mélida                  |